# Matt Battaglia
Pour les articles homonymes, voir Battaglia.
Matt Battaglia est un acteur et ancien footballeur américain né le 25 septembre 1965 à Tallahassee en Floride.

## Filmographie

### Cinéma
- 1993 : Au-dessus de la loi de Vic Armstrong : Michael Agnos
- 1994 : Blue Sky de Tony Richardson : un soldat
- 1995 : Showgirls de Paul Verhoeven : le garde du corps d'Andrew Carver
- 1996 : Not Again! : Clete
- 1996 : Raven : Martin Grant
- 1999 : Kiss of a Stranger : Nathan Leigh
- 2001 : Sexe, Crimes et Pouvoir : William Cobb
- 2002 : Mission Alcatraz de Don Michael Paul : 49er Three
- 2009 : The Perfect Game de William Dear : Coach McAllen
- 2011 : Thor de Kenneth Branagh : Pete
- 2015 : Réalité de Quentin Dupieux : Mike

### Télévision
- 1986-1987 : Des jours et des vies : J.L. King
- 1989 : Un privé nommé Stryker : Snake et Pete (2 épisodes)
- 1990 : 21 Jump Street : Tim (1 épisode)
- 1991 : Superboy : Darryll (1 épisode)
- 1991 : Twin Peaks : un policier (1 épisode)
- 1991 : Matlock : Rudy Simms (1 épisode)
- 1991 : Côte Ouest : Duke (1 épisode)
- 1992 : Sibs (1 épisode)
- 1994 : Les Dessous de Palm Beach : Bo Rainey (1 épisode)
- 1994 : Le Rebelle (1 épisode)
- 1996 : JAG : Lieutenant Alexander Kellogue (1 épisode)
- 1996 : Caroline in the City : Joseph (1 épisode)
- 1996-1998 : Arliss : Skip Myers et Rack (2 épisodes)
- 1996-1998 : Pacific Blue : Rip Cutter et Lloyd (2 épisodes)
- 1997 : Alerte à Malibu : Terry McFarren (1 épisode)
- 1997 : Friends : Vince (1 épisode)
- 1999 : Diagnostic : Meurtre : Richard Locke (1 épisode)
- 1999 : Becker : Lester (1 épisode)
- 2000 : Sabrina, l'apprentie sorcière : Daniel Boone (2 épisodes)
- 2000 : Mon ex, mon coloc et moi : Dan (1 épisode)
- 2000 : The Michael Richards Show : Marcus Feal (1 épisode)
- 2000 : Troisième planète après le Soleil : Bryce Canyon (1 épisode)
- 2000-2001 : La Loi du fugitif : Vince Youngblood (2 épisodes)
- 2001 : Charmed : le journaliste (1 épisode)
- 2001 : Sexe et Dépendances : O'Leary (1 épisode)
- 2002 : Malcolm : Merl (1 épisode)
- 2004 : Century City : M. Portnoff (1 épisode)
- 2004 : NCIS : Enquêtes spéciales : Officier Porcaro (1 épisode)
- 2004-2005 : Queer as Folk : Drew Boyd (9 épisodes)
- 2005 : Ce que j'aime chez toi : Joe (1 épisode)
- 2006 : Bones : Capitaine William Fuller (1 épisode)
- 2006 : Les Experts : Miami : Dr Trevor Valone (1 épisode)
- 2006-2007 : 24 heures chrono : Agent Jennings (2 épisodes)
- 2007 : Pandemic : Virus fatal : Frank Jantzen
- 2007 : Big Love : Shérif Thomas (2 épisodes)
- 2007 : Shark : Don Kipling (1 épisode)
- 2008 : Les Experts : Manhattan : Dr Harrison Green (1 épisode)
- 2009 : NCIS : Los Angeles : Kurt Holgate (1 épisode)
- 2010 : La Double Vie de Samantha : Don
- 2012 : Madison High : Waylon
- 2012 : Mentalist : Curtis Nett (1 épisode)
- 2012 : The Client List : Don Jenkins (1 épisode)
- 2012 : Mike and Molly : Rob (1 épisode)
- 2013 : The Big Bang Theory : Officier Reynolds (1 épisode)
- 2013 : Franklin and Bash : Johnny (1 épisode)
- 2015 : Backstrom : Nick D'Agostino (1 épisode)
- 2015 : True Detective : Commandant Floyd Heschmeyer (4 épisodes)
- 2015 : NCIS : Nouvelle-Orléans : Lieutenant Colonel Snow (1 épisode)
- 2016 : The Night Shift : Général Rozenfeld (2 épisodes)
- 2016 : Esprits criminels : Capitaine Howard (1 épisode)
- 2017 : Twin Peaks (saison 3, épisode 18) : Un cowboy
- 2019 : For All Mankind : John Glenn